# Naxalbariupproret
Naxalbariupproret var ett uppror med början i Naxalbariområdet i norra delen av delstaten Västbengalen i Indien 1967.
Upproret, som började efter agitation från partiet CPI(M):s prokinesiska vänsterflygel bland den fattiga landsbygdsbefolkningen, inleddes med mord på godsägare och statliga ämbetsmän. Syftet var att uppnå en omfördelning av jordägandet och en allmän förändring av samhället i socialistisk riktning. Upproret spred sig från Västbengalen till delstaterna Andhra Pradesh och Bihar. Det slogs ner med hjälp av militär, som från 1971 även gick in för att krossa den revolutionära rörelse som organiserades i upprorets fotspår.
Denna rörelse som går under namnet Naxaliterna, först organiserade i partiet Communist Party of India (Marxist-Leninist), grundat 1969, har nu splittrats i ett flertal nya partibildningar. I dagsläget CPI (Maoist), en sammanslutning av de största maoistiska organisationerna. Deras gerilla och basorganisationer har mer eller mindre stort inflytande i den "röda korridoren" som löper från Kerala i sydväst till Bihar i nordöst.